# Lippia rosmarinifolia
Lippia rosmarinifolia là một loài thực vật có hoa trong họ Cỏ roi ngựa. Loài này được Andersson mô tả khoa học đầu tiên năm 1855.